# Thesium euphrasioides
Thesium euphrasioides är en sandelträdsväxtart som beskrevs av A. Dc.. Thesium euphrasioides ingår i släktet spindelörter, och familjen sandelträdsväxter. Inga underarter finns listade i Catalogue of Life.